# 上海环球金融中心

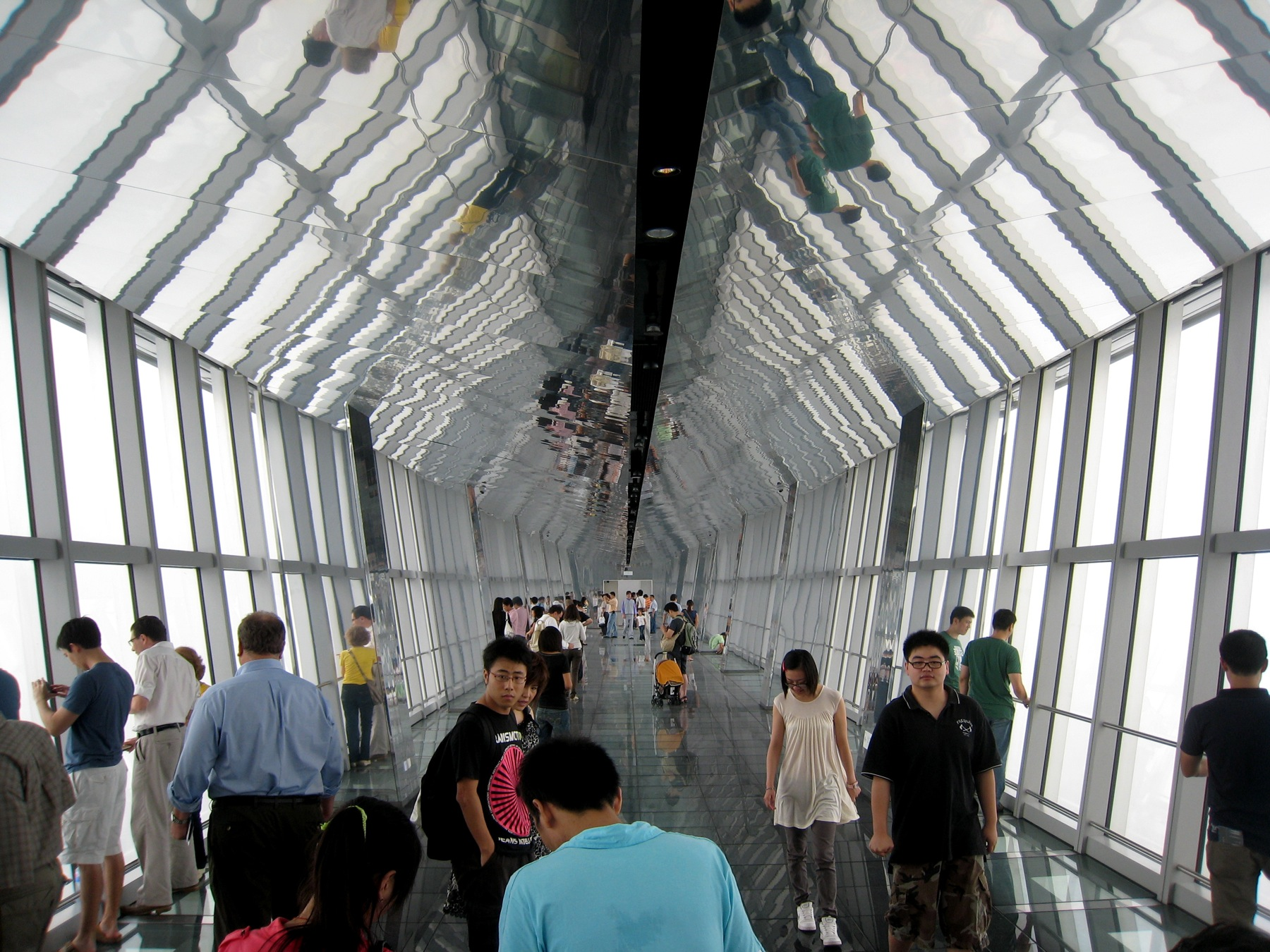
上海环球金融中心100楼觀光天閣

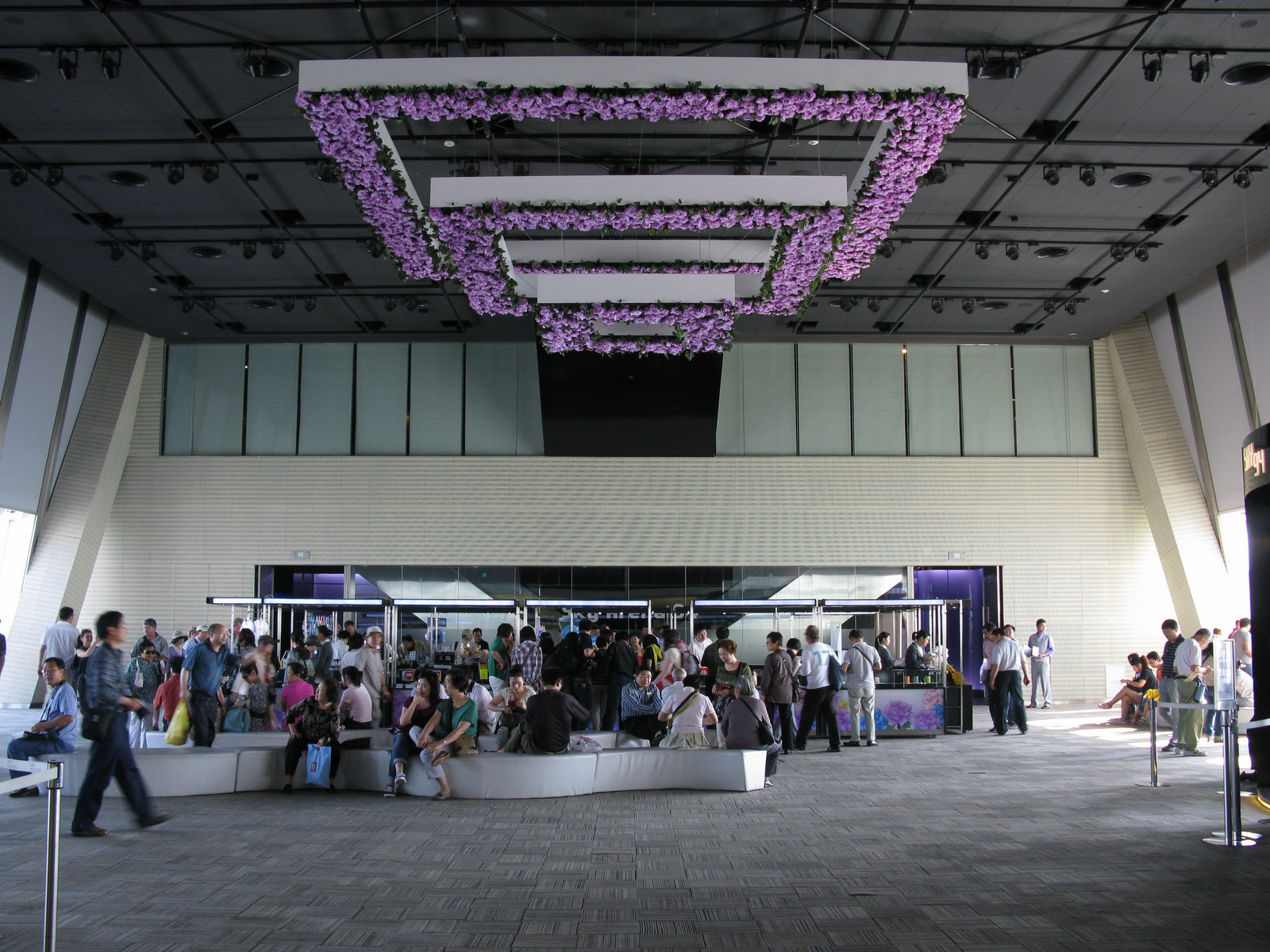
上海环球金融中心94楼观光大厅

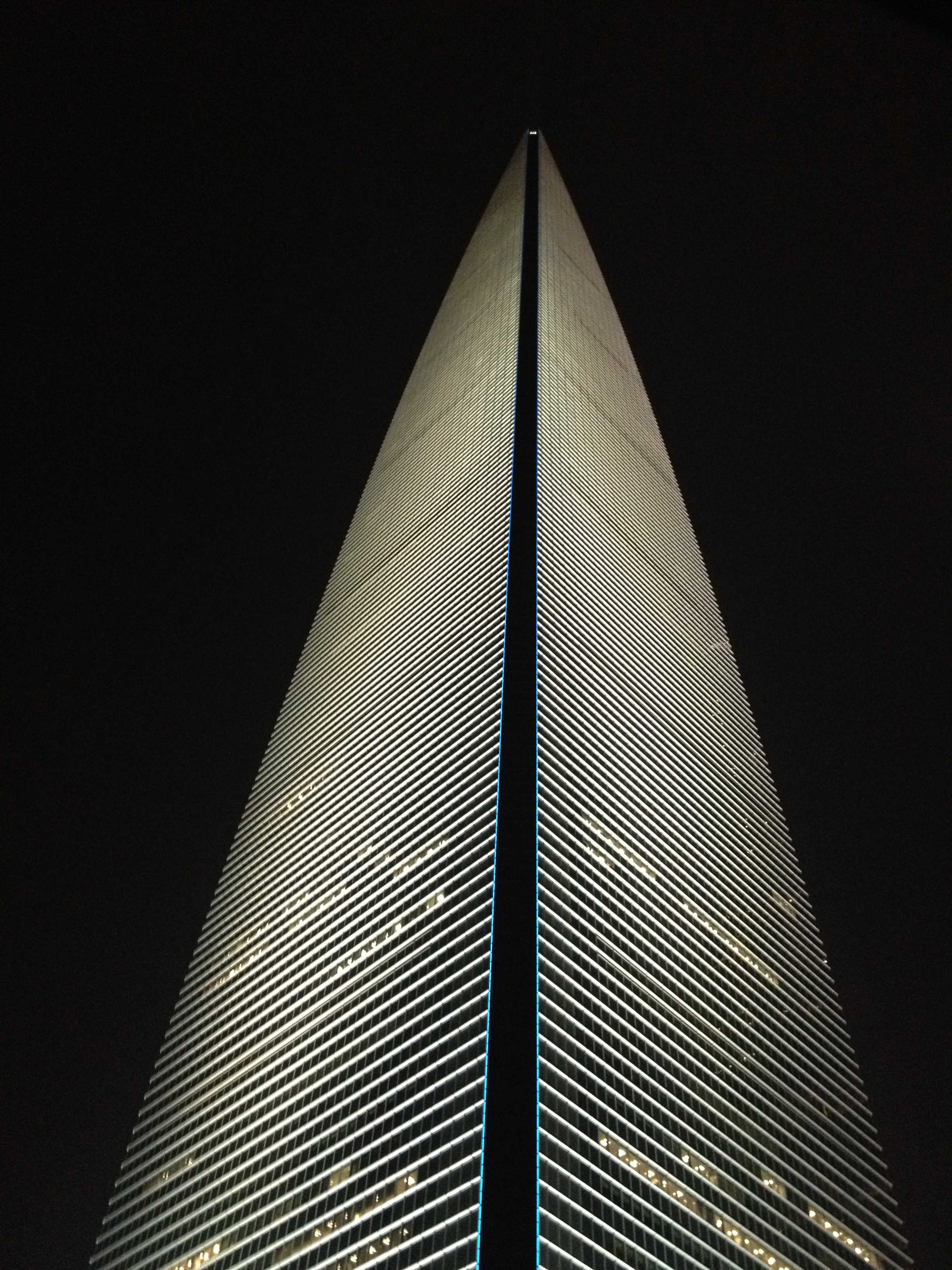
夜间从楼底向上望

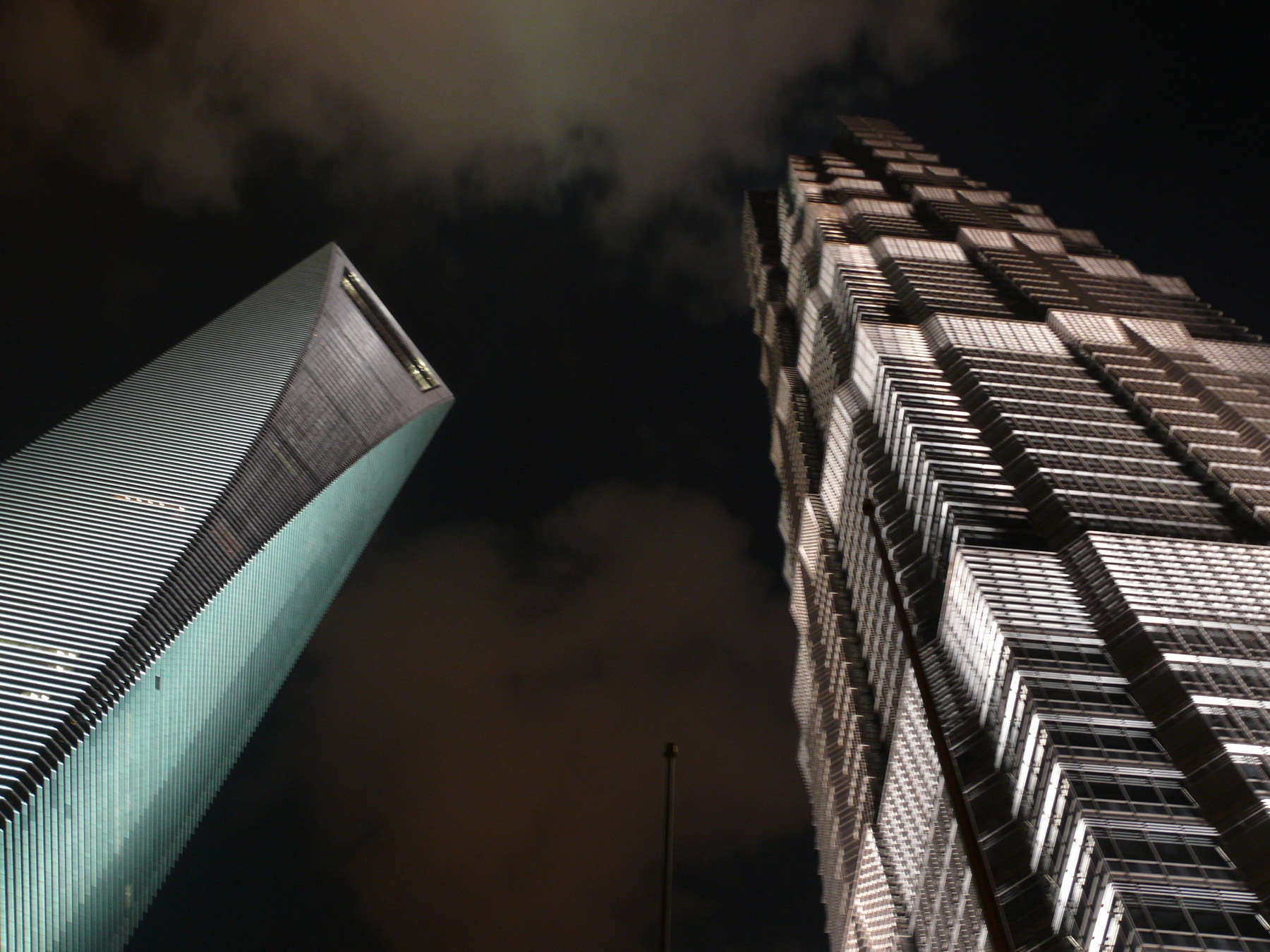
左為環球金融中心；右為金茂大廈

上海环球金融中心（英語：Shanghai World Financial Center），是一棟位于中華人民共和國上海浦东新区陆家嘴金融贸易区世紀大道100号的一棟摩天大樓，曾為中國第一高樓，2014年被上海中心大廈超越，世界第十四高樓、世界最高的平頂式大樓，樓高492米，地上101層，開發商為「上海环球金融中心股份有限公司」，由日本森大廈公司主導興建。

## 歷史
上海環球金融中心於1997年开工，1997年8月27日奠基，原計劃高度460米，地上94層，花费81.7亿元人民币（12亿美元），但后来因受1997年亚洲金融危机影响，工程一度停工了6年。直到2003年2月13日復工，因當時其设计高度已被其他摩天大楼建築計劃超越，復工後的大廈對設計方案進行了修改，比原来增加7层（32米），即达到地上101层，总高度492米，其已於2007年9月14日封頂，於2008年8月28日竣工、開幕，2008年8月30日正式对外营业。

### 工程高度
在2007年9月14日封頂時，其官方部門公佈了上海環球金融中心的高度為492米，地上101層，地下3层。
另據工地消息指出，上海環球金融中心已於2007年6月18日時超過身旁的金茂大厦（高420.5米），成為了當時中國大陸第一高樓，當時高達423.8米，地上94層。

## 建築架構

### 建築設計
建築的主體是一個長方體，由兩個巨型拱形斜面逐漸向上縮窄於頂端交會而成，為減輕風阻，在原設計中建築物的頂端設有一個巨型的環狀圓形风洞開口，借鉴了中國園林建築的「月门」，後來将大楼顶部风洞由圓形改为倒梯形，并确定为最终設計方案。另外，其斜向桁架設計參考了香港中銀大廈。

### 設計爭議
由于大厦在设计建造之初，主流媒体就予以了集中宣传报道，所以普通市民对于大楼改变设计方案也都能察觉并形成了不同的觀點。早期設計，風洞為圓形，其後在圓形中間加上一條天橋，最後才改成現時設計。
有人认为大厦原有的圆形方案更为美观，造型也符合美學觀點之一的簡約及流線型，也與周边的东方明珠和上海国际会议中心等同样以圓形为设计元素的建筑更为协调，但也有人套用传统上“天圆地方”的观念认为矩形的设计也未尝不可。现时环球金融中心也因形如开瓶器而遭到民众调侃。

### 樓層規劃
大樓地上101层，地下3層，樓層總面積為377,300平方（4,061,200平方英尺），樓層規劃地下2樓至地上3樓為商場，3至5樓為會議設施，7樓至77樓為辦公室，其中有兩個空中門廳，分別在28至29樓及52至53樓，79至93樓是上海柏悅酒店，将由凯悦集团負責管理，90樓設有兩台風阻尼器，94至100樓為觀光、觀景設施，共有三個觀景台，其中94樓為「觀光大廳」，為一個750平方（8,070平方英尺）的展覽場地及觀景台，樓層淨高8米，離地423米，可舉行不同類型的展覽活動，97樓為「觀光天橋」，離地439米，而在第100層又設計了一個最高的「觀光天閣」，長55米，地上高達474米。2009年8月27日，上海环球金融中心100层观光天阁获得吉尼斯世界纪录“世界最高观光厅”的认证，同日，上海柏悦酒店也获得吉尼斯“世界最高酒店”的认证。
| 樓層 | 設備/承租戶 |
| ---- | --- |
| 100  | 觀光天閣（改造中，暫時封閉） |
| 99   | 結構樓層，無實際用途 |
| 98   | 結構樓層，無實際用途 |
| 97   | 觀光天閣（改造中，暫時封閉） |
| 96   | 機電層，擦窗機軌道 |
| 95   | 觀光大廳（改造中，暫時封閉） |
| 94   | 觀光大廳（改造中，暫時封閉） |
| 93   | 南北阁、西阁 |
| 92   | 多功能宴会厅 |
| 91   | 世纪100牛排馆、世纪100粤菜馆 |
| 90   | 機電層、避火區 |
| 89   | 機電層、避火區 |
| 88   | 上海柏悦酒店（凯悦酒店集团旗下）客房（2008年開業） |
| 87   | 酒店空中大堂、大堂客廳、大堂茶閣、悦轩中餐厅、大堂酒吧、主廚餐桌、商务服务中心                                                                                            |
| 86   | 「沙龙」多功能厅 |
| 85   | 「水境」水疗健身中心、泳池 |
| 84   | 上海柏悦酒店客房 |
| 83   | 上海柏悦酒店客房 |
| 82   | 上海柏悦酒店客房 |
| 81   | 上海柏悦酒店客房 |
| 80   | 上海柏悦酒店客房 |
| 79   | 上海柏悦酒店客房 |
| 78   | 機電層、避火區 |
| 77   | 摩根士丹利亞洲 |
| 76   | 辦公樓層 |
| 75   | 辦公樓層 |
| 74   | 辦公樓層 |
| 73   | 辦公樓層 |
| 72   | 湯臣集團 |
| 71   | 中纪控股股份有限公司、帝臣資本、上海三营融资租赁有限公司、上海馨煜贸易有限公司（7101室）                                                                                  |
| 70   | 上海中控置业有限公司（70B-E室） |
| 69   | 君智战略咨询 |
| 68   | 保利協鑫能源 |
| 67   | Bread'n Butter時裝公司 |
| 66   | 機電層、避火區 |
| 65   | 安佰森（上海）投資顧問有限公司 |
| 64   | 上海汇通天下股权投资有限公司（64T60室） |
| 63   | 中信證券 |
| 62   | 開源證券 |
| 61   | Google（谷歌廣告（上海）有限公司）、森大廈株式會社 |
| 60   | Google |
| 59   | 辦公樓層 |
| 58   | 華寶基金 |
| 57   | 華寶證券 |
| 56   | 互騰貿易（上海）有限公司 |
| 55   | 辦公樓層 |
| 54   | 機電層、避火區 |
| 53   | 空中大堂 |
| 52   | 空中大堂 |
| 51   | 辦公樓層 |
| 50   | 安永會計師事務所 |
| 49   | 安永會計師事務所 |
| 48   | 安永會計師事務所 |
| 47   | 安永會計師事務所 |
| 46   | 安永會計師事務所 |
| 45   | 安永會計師事務所 |
| 44   | 安永會計師事務所 |
| 43   | 安永會計師事務所 |
| 42   | 機電層、避火區 |
| 41   | 三井物產 |
| 40   | 三井物產、安達臣-毛利-友常法律事務所 |
| 39   | 辦公樓層 |
| 38   | 韓國產業銀行（3810室） |
| 37   | 德國商業銀行 |
| 36   | 歐華律師事務所 |
| 35   | 普資金服 |
| 34   | 三井住友海上火灾保险（中国）有限公司 |
| 33   | 瑞穗證券（亞洲） |
| 32   | 富國銀行、欧缦易泰贸易（上海）有限公司（32T22室） |
| 31   | 上海奔騰企業（集團）有限公司 |
| 30   | 機電層、避火區 |
| 29   | 空中大堂、上海環球金融文化傳播中心 |
| 28   | 空中大堂、香港信托资产管理有限公司、奥潽途码汽车技术咨询（上海）有限公司                                                                                                  |
| 27   | 辦公樓層 |
| 26   | 法國巴黎銀行 |
| 25   | 法國巴黎銀行 |
| 24   | 瑞穗證券 |
| 23   | 瑞穗銀行（中國） |
| 22   | 辦公樓層 |
| 21   | 辦公樓層 |
| 20   | 上海華瑞銀行 |
| 19   | ING銀行上海分行、纽约梅隆西部基金管理有限公司 |
| 18   | 機電層、避火區 |
| 17   | 諾貝麗斯有限公司、瑞穗證券（17T10室）、拓开（上海）商贸有限公司（17T40室）                                                                                                |
| 16   | 蘇黎世保險（16T10、T16室） |
| 15   | 辦公樓層 |
| 14   | 檬舒舒食品公司 |
| 13   | 辦公樓層 |
| 12   | 辦公樓層 |
| 11   | 三井住友銀行 |
| 10   | 住友商事 |
| 9    | 華信證券、中信里昂證券（910室） |
| 8    | 浦東國際金融研究交流中心 |
| 7    | 辦公樓層 |
| 6    | 機電層、避火區 |
| 5    | 森大廈（上海）有限公司媒體宣傳部辦公室 |
| 4    | HIART環球藝術空間展覽館 |
| 3    | 觀光大廳出口處、會議中心、东莱馋房、富罟、icare美发沙龙、麥舍、福奈特、全家便利店、阿里疆、武夷星茶业、洗个头发                                                           |
| 2    | 觀光大廳出口處、寫字樓大堂、东莱馋房、天真蓝、爱睫物语、丝特莱奇博士、Blueglass Yogurt、裕蓮茶樓、睛姿、华致酒行、赫馬克斯、周大福上海环球金融中心精致店、MYbarre元气芭杆 |
| 1    | 寫字樓大堂、酒店大堂、貨物起卸區 |
| B1   | 停車場、觀光大廳入口處 |
| B2   | 停車場、觀光大廳入口處 |
| B3   | 停車場 |

## 電梯配置
上海環球金融中心電梯配置列表
| 制造厂商   | 电梯单位内编号      | 区组安装台数 | 服务楼层                               | 运行速度 | 额定载重   | 类型         | 区域            | 备注 |
| ---------- | ------------------- | ------------ | -------------------------------------- | -------- | ---------- | ------------ | --------------- | --- |
| 东芝       | T-L1-1 ~ T-L1-4     | 4            | 1/2、7-17                              | 3.5 m/s  | 1350 kg ×2 | 双层区间客梯 | 写字楼区        | T-L1-2、T-L1-4可停B1/F |
| 东芝       | T-L2-1 ~ T-L2-4     | 4            | 1/2、19-27                             | 6 m/s    | 1350 kg ×2 | 双层区间客梯 | 写字楼区        | T-L2-2、T-L2-4可停B1/F |
| 奧的斯     | O-L3-1 ~ O-L3-4     | 4            | 28/29、31-41                           | 3.5 m/s  | 1350 kg ×2 | 双层区间客梯 | 写字楼区        | |
| 奥的斯     | O-L4-1 ~ O-L4-4     | 4            | 28/29、43-51                           | 6 m/s    | 1350 kg ×2 | 双层区间客梯 | 写字楼区        | |
| 奥的斯     | O-L5-1 ~ O-L5-4     | 4            | 52/53、55-65                           | 3.5 m/s  | 1350 kg ×2 | 双层区间客梯 | 写字楼区        | |
| 奥的斯     | O-L6-1 ~ O-L6-4     | 4            | 52/53、67-77                           | 6 m/s    | 1350 kg ×2 | 双层区间客梯 | 写字楼区        | |
| 日立       | H-SE1-1 ~ H-SE1-4   | 4            | 1/2、28/29                             | 6 m/s    | 2000 kg ×2 | 双层穿梭客梯 | 写字楼区        | H-SE1-2、H-SE1-4可停B1/F |
| 蒂森克虜伯 | TK-SE2-1 ~ TK-SE2-4 | 4            | 1/2、28/29、52/53                      | 10 m/s   | 2000 kg ×2 | 双层穿梭客梯 | 写字楼区        | TK-SE2-1、TK-SE2-3可停B1/F |
| 东芝       | T-SH-1 ~ T-SH-3     | 3            | 1、87、91                              | 10 m/s   | 1350 kg    | 穿梭客梯     | 酒店区          | T-SH-2可停78/F；T-SH-3可停B2/F、78/F-79/F、85/F、88/F |
| 蒂森克虏伯 | TK-HL-1 ~ TK-HL-4   | 4            | 79-88                                  | 1.75 m/s | 1350 kg    | 区间客梯     | 酒店客房        | |
| 蒂森克虏伯 | TK-HL-5             | 1            | 91-93                                  | 1 m/s    | 2400 kg    | 专用客梯     | 酒店区          | |
| 蒂森克虏伯 | TK-HL-6             | 1            | 91-93                                  | 1 m/s    | 1400 kg    | 专用客梯     | 酒店区          | |
| 蒂森克虏伯 | TK-HS-2、TK-HS-6    | 2            | 89、91                                 | 1 m/s    | 900 kg     | 服务电梯     | 酒店区          | |
| 蒂森克虏伯 | TK-HS-3 ~ TK-HS-4   | 2            | 79-93                                  | 1.5 m/s  | 1350 kg    | 服务电梯     | 酒店区          | |
| 蒂森克虏伯 | TK-HS-5             | 1            | 89、91-93                              | 1 m/s    | 900 kg     | 服务电梯     | 酒店区          | |
| 日立       | H-GE-1 ~ H-GE-2     | 2            | B2/B1、2-3、28/29、52/53、89、94-95    | 8 m/s    | 2175 kg ×2 | 双层穿梭客梯 | 观景台          | 轿厢内部装潢已于2024年10月底至11月初改造完成 28/F-29/F、52/F-53/F、89/F按钮隐藏于控制柜内 28/F-29/F、52/F-53/F设正门与外呼，89/F仅设置应急逃生门与外呼 单个轿厢载重不超过1800kg情况下满速运行，超重后限速运行 |
| 奥的斯     | O-GE-3              | 1            | B2、1、3、28-29、52-53、89、94         | 2.5 m/s  | 3075 kg    | 大型载车电梯 | 观景台          | 此电梯B2/F实际介于B3/F与B2/F之间 89/F按钮隐藏于控制柜内 3/F、28/F-29/F、52/F-53/F设置半高厅门与外呼，B2/F、1/F、94/F设置全高厅门及外呼，89/F设置应急逃生门不设置外呼                                          |
| 奥的斯     | O-GE-4              | 1            | B2/B1、1、2-3、28/29、52/53、89、94-95 | 6 m/s    | 1700 kg ×2 | 双层穿梭客梯 | 酒店区          | 现用作行政人员专用电梯 1/F、28/F-29/F、52/F-53/F按钮隐藏于控制柜内 1/F、28/F-29/F、52/F-53/F设正门与外呼，89/F设置应急逃生门不设置外呼                                                                        |
| 奥的斯     | O-FS-1、O-FS-4      | 2            | B3/B2-88/89                            | 6 m/s    | 1350 kg ×2 | 双层消防电梯 | 写字楼区 酒店区 | O-FS-1下層只停靠B2/F、79/F、85/F、87/F-88/F，上層只停靠B1/F、3/F、7/F、28/F-29/F、52/F-53/F、72/F O-FS-4下層只停靠B1/F、7/F、28/F、52/F，上層只停靠B1/F、29/F、53/F、72/F、89/F 前往其他樓層需刷卡            |
| 奥的斯     | O-FS-3、O-FS-6      | 2            | B3/B2-88/89                            | 6 m/s    | 1800 kg ×2 | 双层载货电梯 | 写字楼区 酒店区 | O-FS-3只停靠B2/F、1/F、79/F、85/F、87/F-89/F 前往其他樓層需刷卡 |
| 奥的斯     | O-FS-7 ~ O-FS-8     | 2            | 89-96                                  | 1.5 m/s  | 1250 kg    | 服务电梯     | 酒店区 观景台   | O-FS-8用作行政电梯，采用客梯装潢 |
| 奥的斯     | O-FS-9 ~ O-FS-10    | 2            | 96-100                                 | 1.5 m/s  | 1250 kg    | 服务电梯     | 观景台          | O-FS-10可停95/F |
| 奥的斯     | O-CP-1 ~ O-CP-4     | 4            | B3-2                                   | 1.5 m/s  | 1150 kg    | 专用客梯     | 停车场          | O-CP-1 ~ O-CP-2可停3/F |
| 蒂森克虏伯 | TK-MP-3             | 1            | 1、3-5                                 | 1.5 m/s  | 1150 kg    | 专用客梯     | 会议中心        | |
| 蒂森克虏伯 | TK-MC-1             | 1            | 1-5                                    | 0.5 m/s  | 4000 kg    | 大型载车电梯 | 会议中心        | |
| 蒂森克虏伯 | TK-SP-1 ~ TK-SP-2   | 2            | B2-3                                   | 1 m/s    | 1150 kg    | 专用客梯     | 购物中心        | |
| 蒂森克虏伯 | TK-SP-3 ~ TK-SP-4   | 2            | B2-1                                   | 1 m/s    | 1150 kg    | 专用客梯     | 购物中心        | |
| 蒂森克虏伯 | TK-SS-1 ~ TK-SS-2   | 2            | B2-B1                                  |          |            | 服务电梯     | 卸货区          | |
| 蒂森克虏伯 | TK-SS-3 ~ TK-SS-4   | 2            | B3-5                                   | 1.5 m/s  | 1350 kg    | 服务电梯     | 购物中心        | |
| 蒂森克虏伯 | TK-SS-5 ~ TK-SS-6   | 2            | 1-3                                    | 1 m/s    | 1600 kg    | 服务电梯     | 购物中心        | |
| 蒂森克虏伯 | TK-LSA-1 ~ TK-LSA-2 | 2            | B3-5                                   | 1.5 m/s  | 900 kg     | 区间服务电梯 | 购物中心        | |
| 蒂森克虏伯 | TK-LSB-1 ~ TK-LSB-2 | 2            | 6-17                                   | 1.5 m/s  | 900 kg     | 区间服务电梯 | 写字楼区        | |
| 蒂森克虏伯 | TK-LS-3 ~ TK-LS-4   | 2            | 19-28                                  | 1.5 m/s  | 900 kg     | 区间服务电梯 | 写字楼区        | |
| 蒂森克虏伯 | TK-LS-5 ~ TK-LS-6   | 2            | 29-41                                  | 1.5 m/s  | 900 kg     | 区间服务电梯 | 写字楼区        | |
| 蒂森克虏伯 | TK-LS-7 ~ TK-LS-8   | 2            | 43-52                                  | 1.5 m/s  | 900 kg     | 区间服务电梯 | 写字楼区        | |
| 蒂森克虏伯 | TK-LS-9 ~ TK-LS-10  | 2            | 53-65                                  | 1.5 m/s  | 900 kg     | 区间服务电梯 | 写字楼区        | |
| 蒂森克虏伯 | TK-LS-11 ~ TK-LS-12 | 2            | 67-77                                  | 1.5 m/s  | 900 kg     | 区间服务电梯 | 写字楼区        | |
| 蒂森克虏伯 | TK-LS-13 ~ TK-LS-14 | 2            | 79-88                                  | 1.5 m/s  | 900 kg     | 区间服务电梯 | 酒店区          | TK-LS-14可停89/F-90/F |

### 風阻尼器
大樓在90樓（高395米）設置了兩台風阻尼器，各重150公噸，使用感應器測出建筑物遇風的摇晃程度，及通过電腦計算以控制阻尼器移動的方向，減少大樓由于强风而引起的摇晃，而預計這兩台阻尼器也將成為世界最高的電腦自動控制阻尼器。

## 第一高楼之争
该工程的相關部門指出，位于台北市已建成的台北101大樓（總高度509.2米，屋頂高度449.2米）的高度包括60米尖塔在內，就實體高度（大廈屋頂）而言，环球金融中心属於世界第一，但以美國權威建築機構CTBUH所訂定的高度計算而言，則仍低于臺北101，且又由於復工後其工程速度已不如阿聯酋杜拜的哈利法塔（總高度828米，屋頂高度636米），直至被超越，至此計划定位為中國大陸第一高樓與世界第三高樓。
繼上海環球金融中心之後，中國各地也陸續傳出新的摩天大樓計畫繼續角逐中國第一高樓的頭銜。這些計畫案包括天津興建中的中国117大厦（高597米）、武漢興建中的武漢綠地中心（高636米）及武漢周大福金融中心（高648米）、同位於上海的上海中心大廈（高632米）與深圳平安國際金融中心（高599米）。

## 与陆家嘴地区的互动
在大楼建造之初，相关部门就拟定了與发展大厦之间建设天桥的计划，原本计划以地下道方式连接，但有专家指出上海环球金融中心和金茂大厦两幢摩天大楼之间仅一条马路之隔，若再開挖地下道，则上海地面沉降的状况将变得更加嚴重，同时陆家嘴地区复杂的地下管线系统之间也没有容纳地下道的足够空间，最终趋向于建造「陆家嘴天桥」的方案。而如今，陆家嘴明珠环天桥已经建成，将环球金融中心融入了全陆家嘴的“空中步行圈”中。

## 工地事件
2007年1月9日上午，一名中国日报记者在施工工地准备以建设中的上海环球金融中心作为主体进行拍照时，遭工地保安强行制止，后又赶来几名保安，对其殴打，这位记者当時即表示“工人们都说，平时很多外国人路经此处拍照都没人出来制止，中国人来反而挨打”，后经过浦东警方协调，工地保安负责人出面向高姓记者致歉，并达成调解协议，这一事件发生后进一步在网络平台上掀起波澜，甚至可以听到关于“抵制”环球的声音，不过普通市民对此一事件的关注甚微，对于“世界第一高楼”也依旧报以期许心态。
2007年8月14日下午4点30分，尚未竣工的大樓工地发生火灾，起火處為48楼，浓烟直冲到75楼，推估事故原因可能是工人在焊接時有火花掉落，遇到易燃物而引起失火，當時施工工人全數撤離，未造成人员伤亡，但由于云梯高度不够，因此消防员利用大樓本身的升降機进行灭火，5点45分時火灾被扑灭。

## 業主
牽頭發展商日本森大廈，2010年11月開始將部分高層寫字樓轉租為售，至今確認沽出68至72樓5層樓面，平均每平方米樓面成交價介乎8.2萬至8.3萬元，創上海浦東寫字樓新高成交樓面價。
已沽出67至72樓6層樓面：Bread n Butter，67樓全層；保利協鑫68樓全層；2011年2月湯臣集團公布以2.67億元（平均每平方米8.287萬元）購入72樓全層。

## 交通
- █ 2号线 █ 14号线陆家嘴站
- 地面公交81、82、85、314、583、774、795、798、799、870、961、971、985、992、993、陆家嘴旅游环线、陆家嘴金融城1路、蔡陆专线

## 圖片集

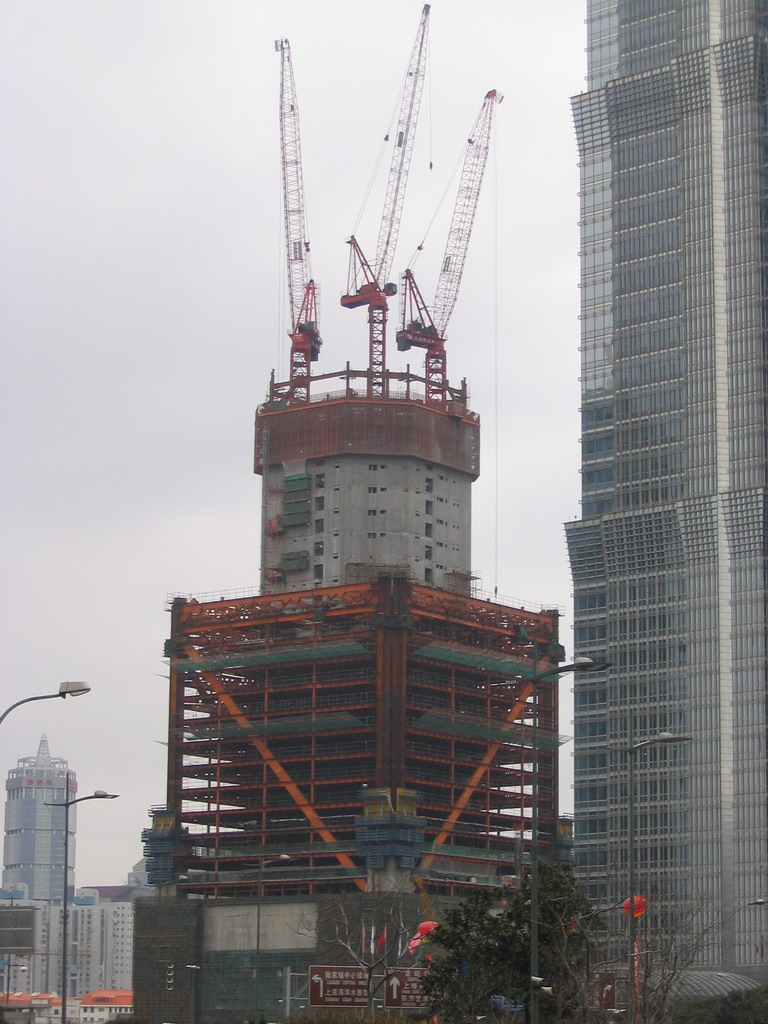
興建中的上海環球金融中心（2006年2月）
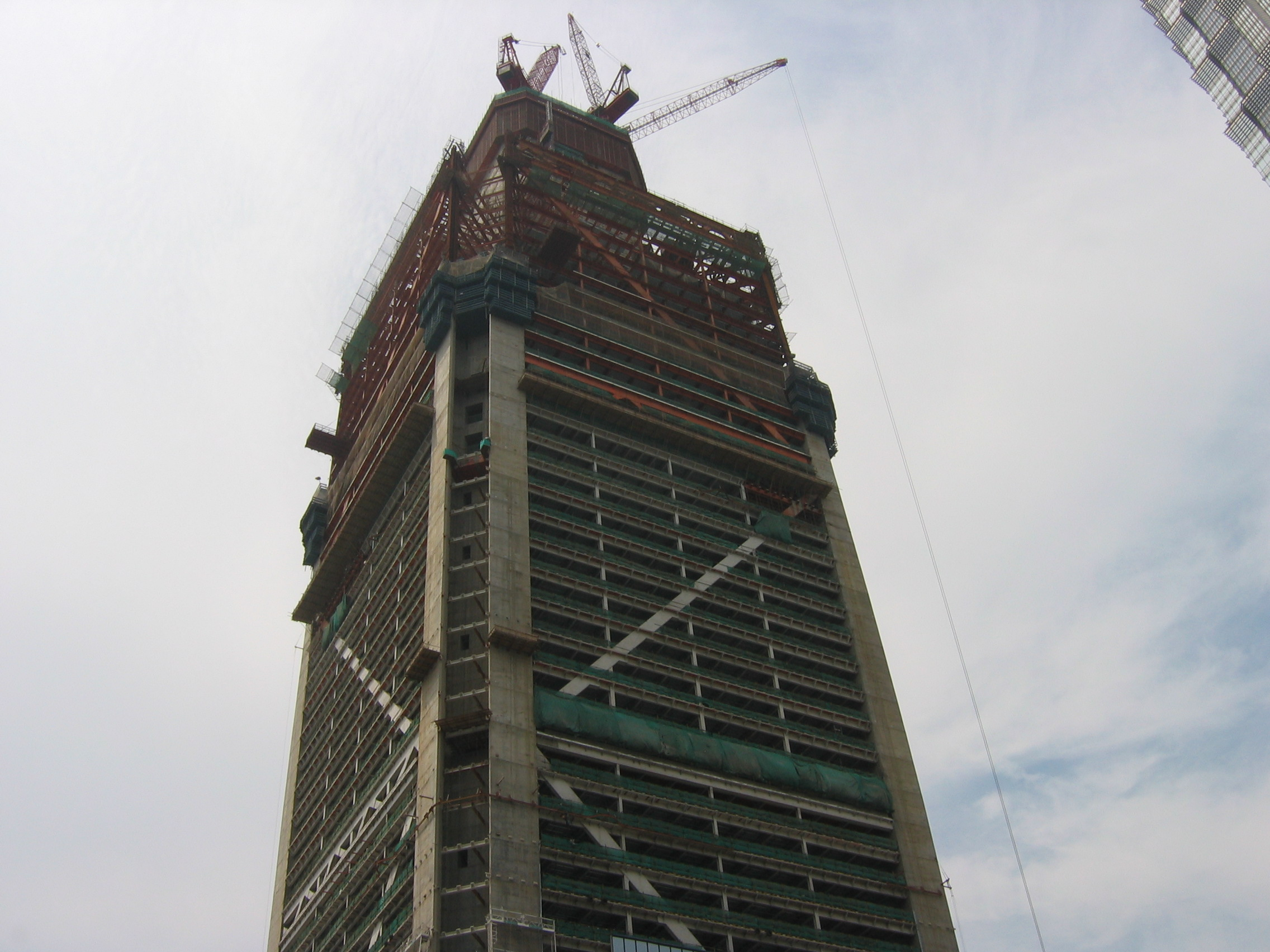
興建中的上海環球金融中心（2006年7月3日）
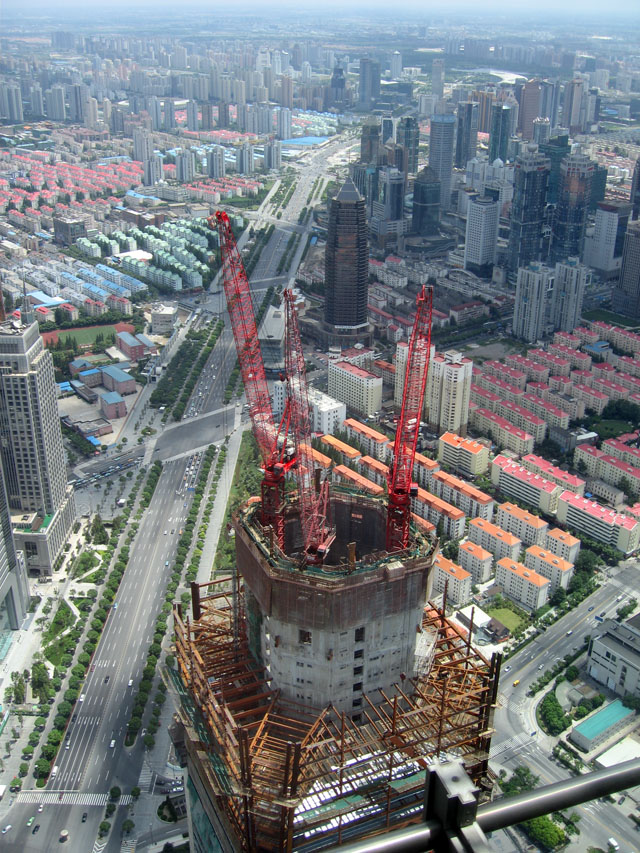
2006年8月11日
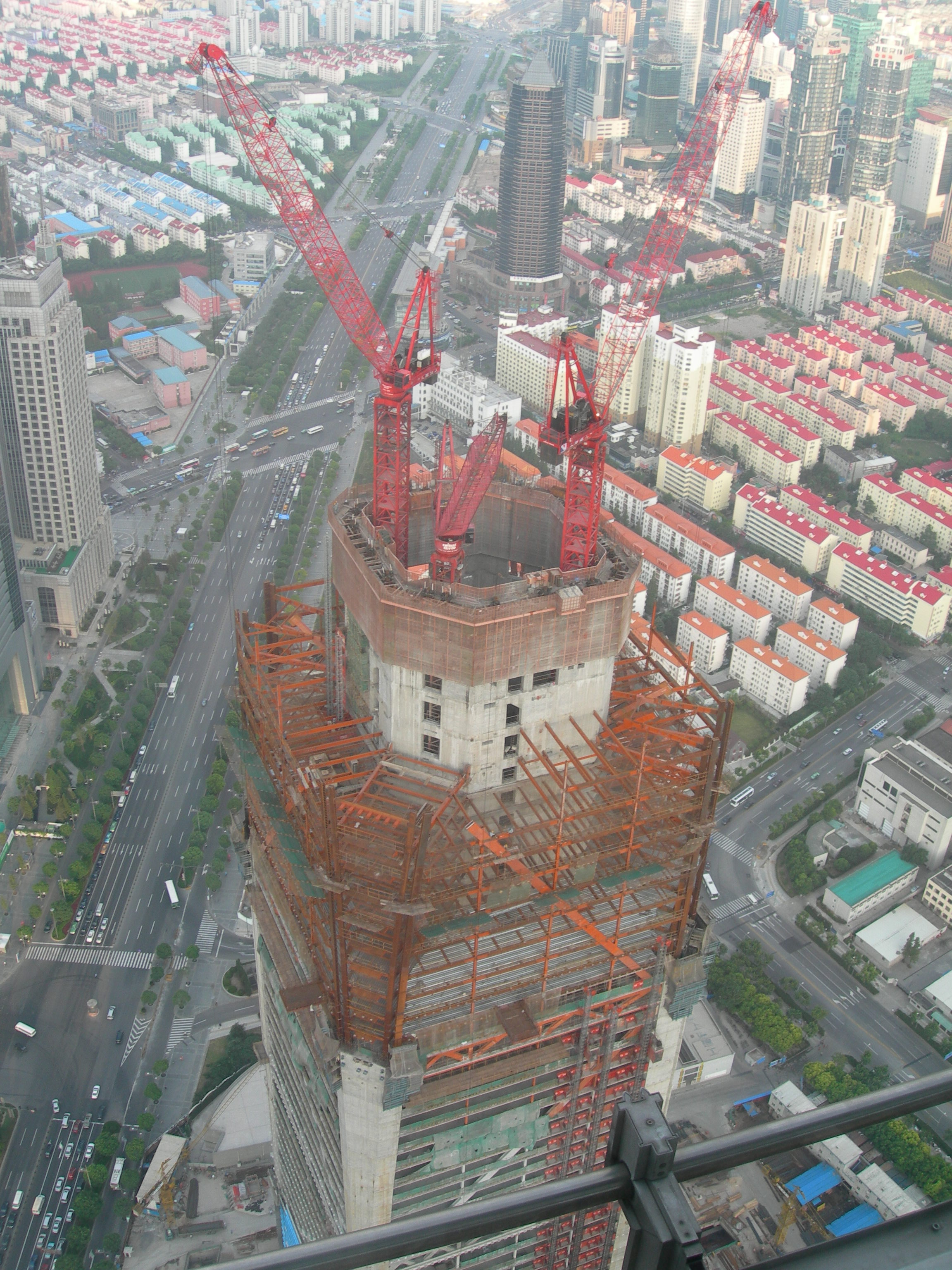
2006年8月24日
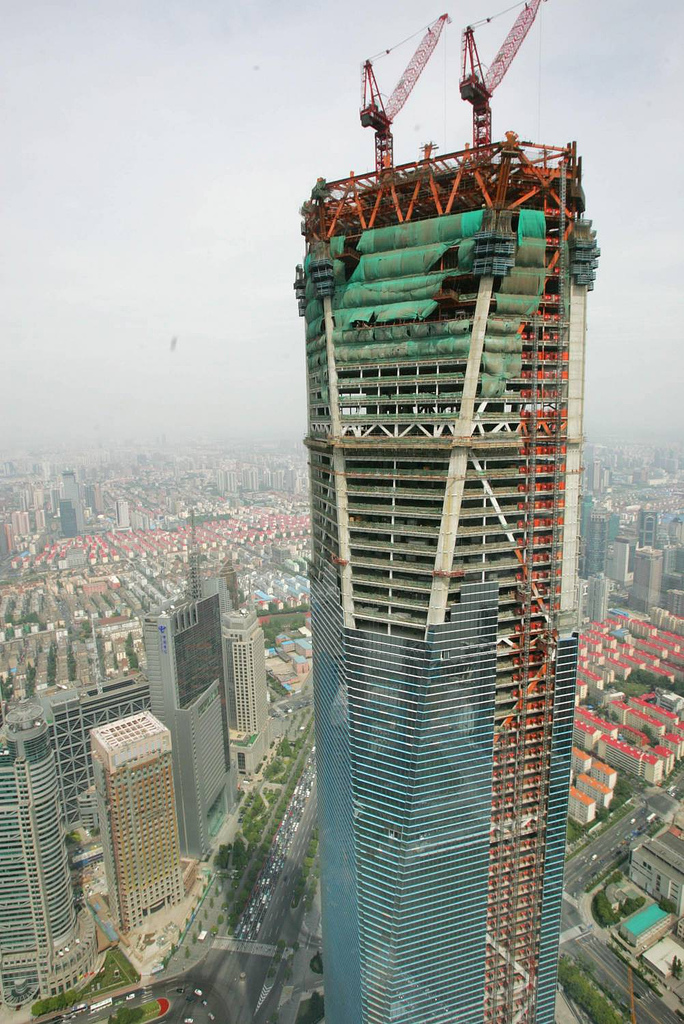
2007年5月20日
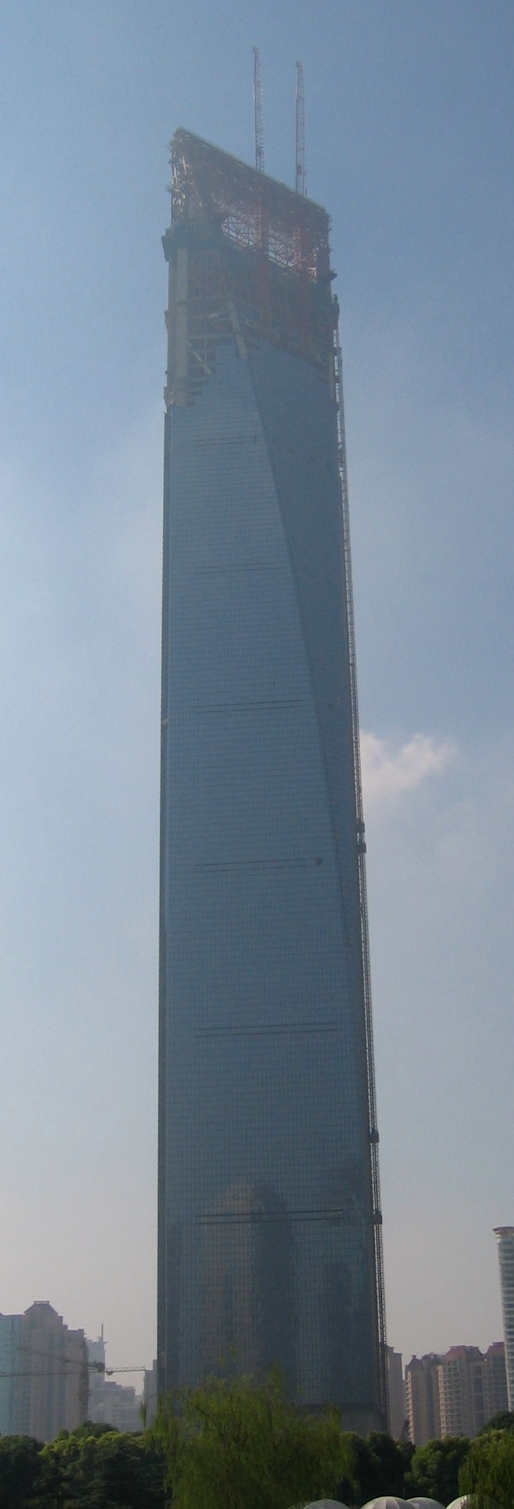
2007年9月10日
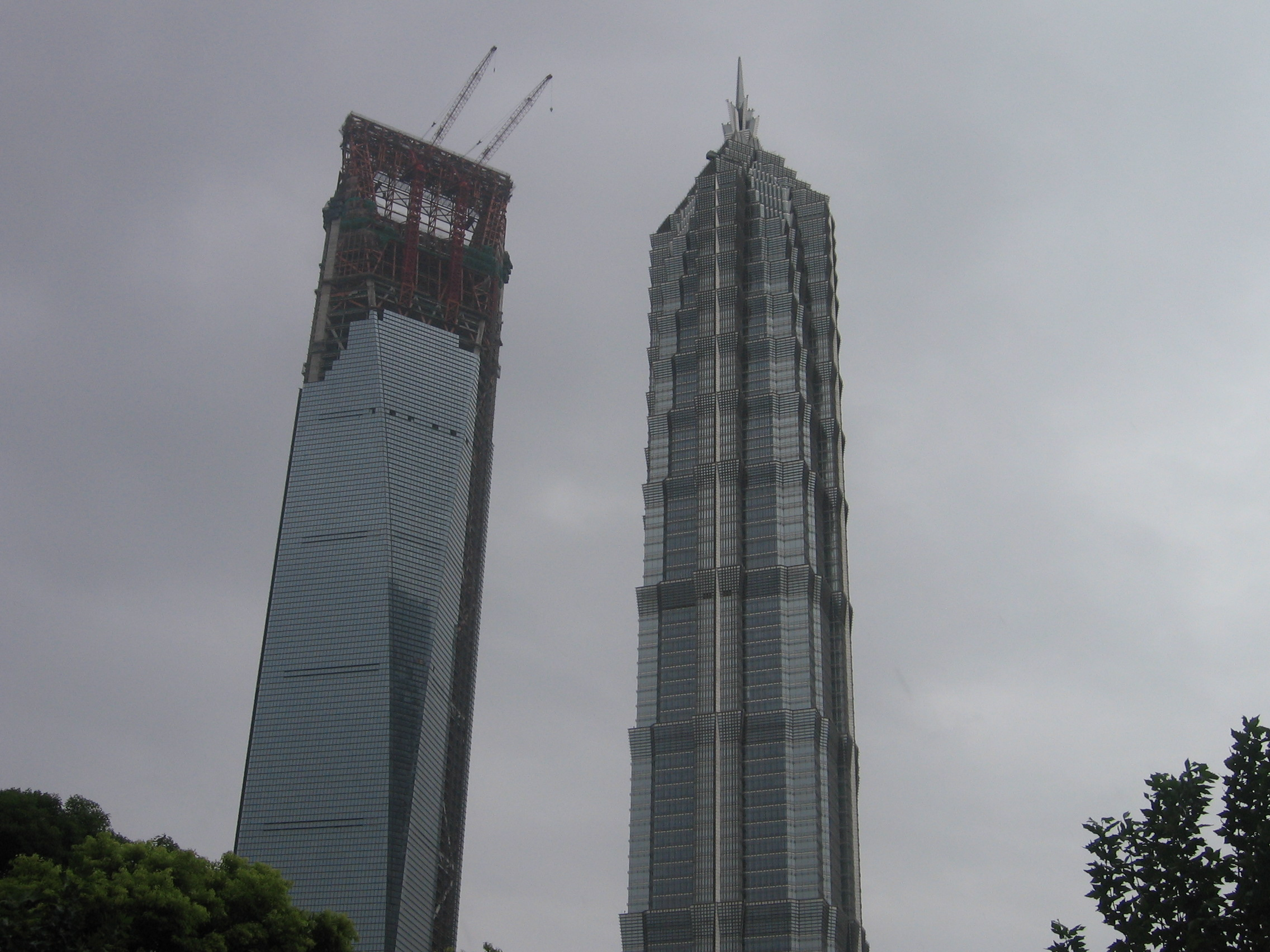
興建中的上海環球金融中心與金茂大廈（2007年9月19日）
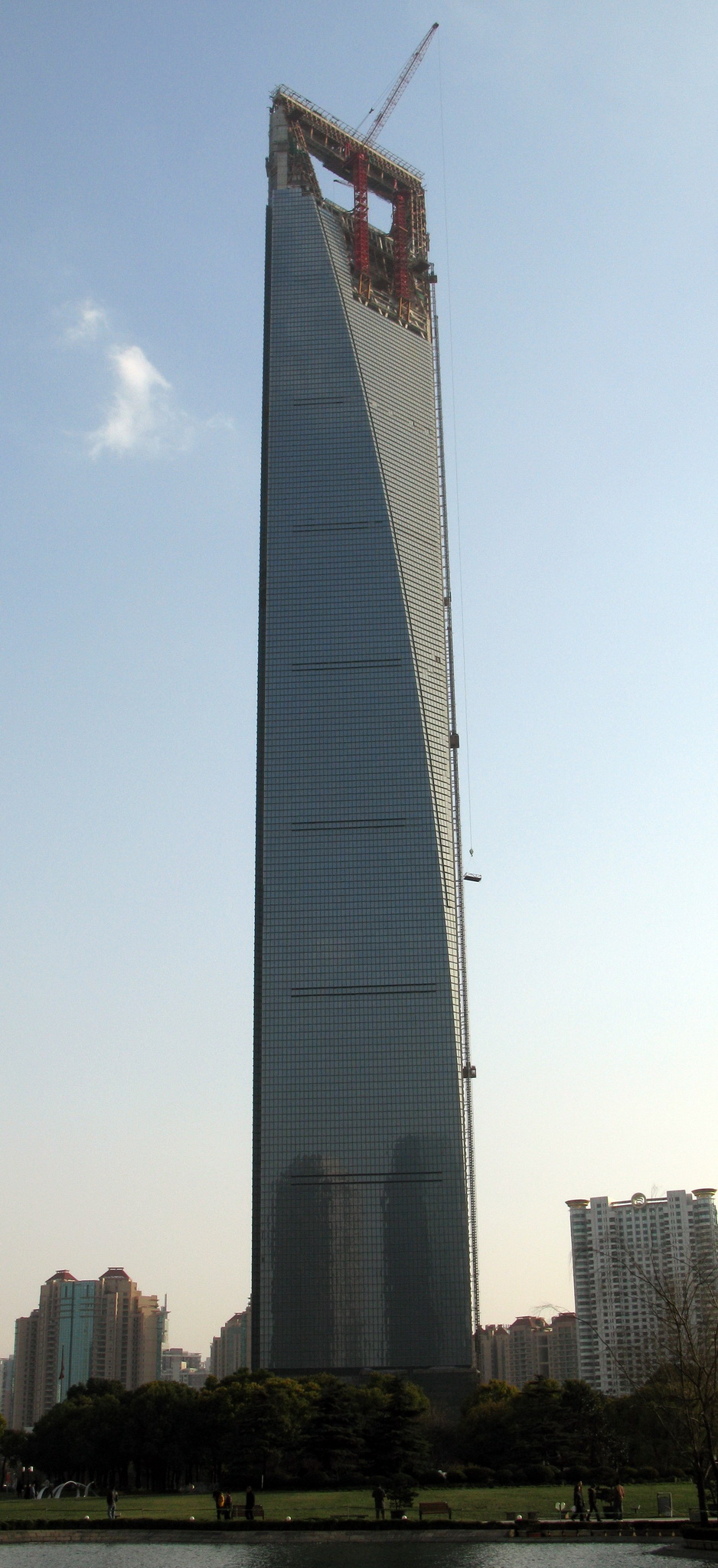
2008年2月12日
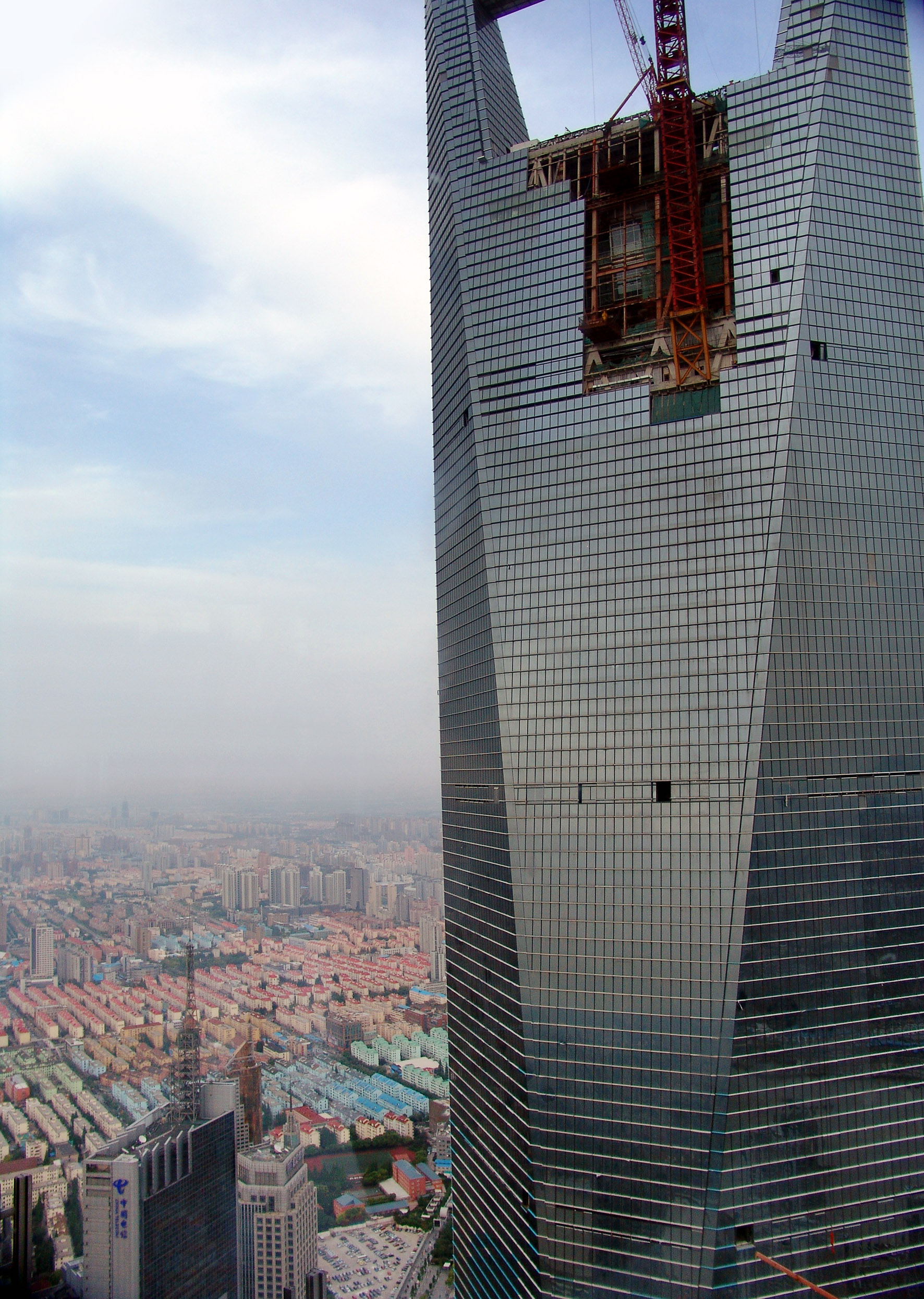
2008年5月5日
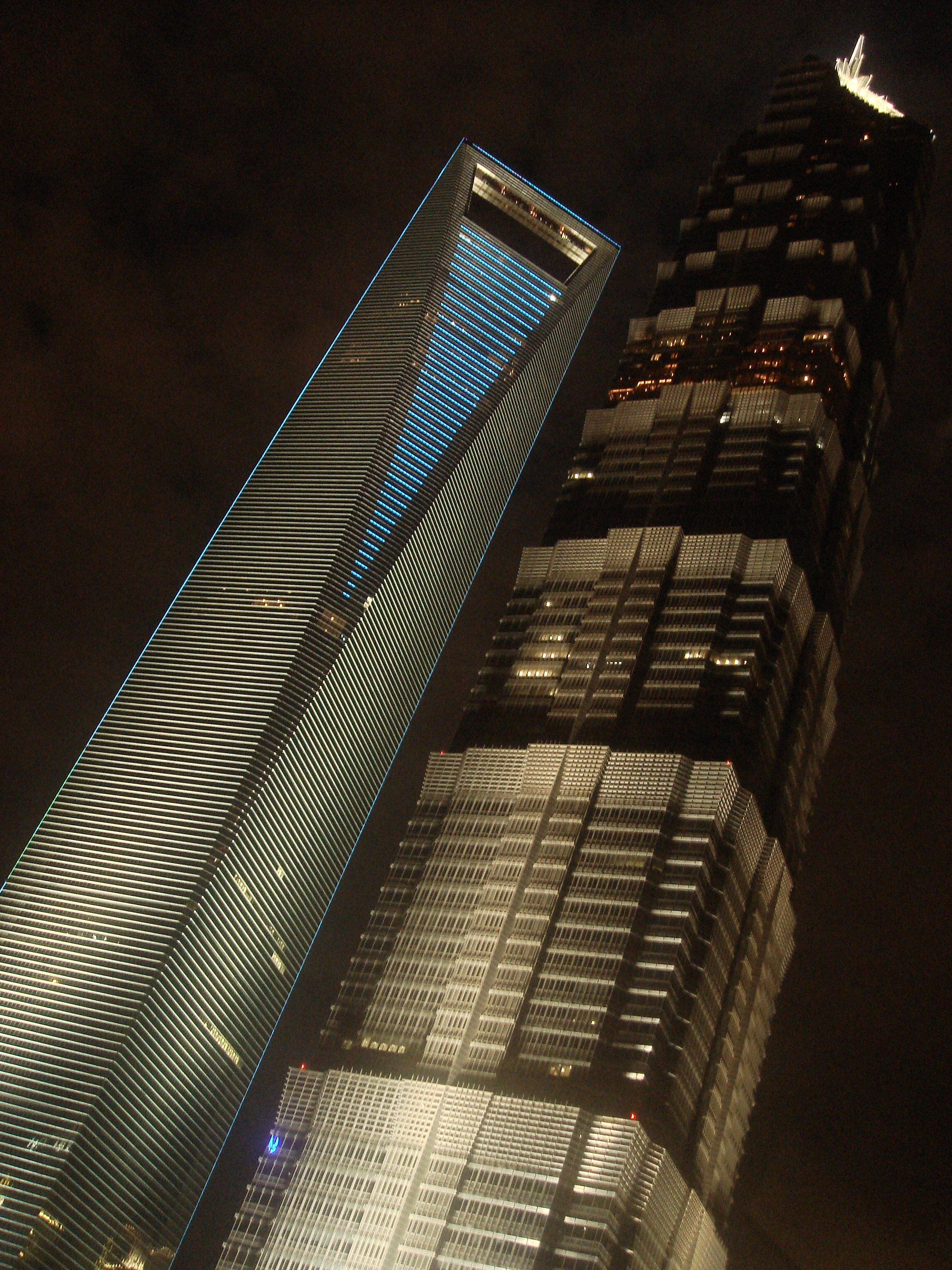
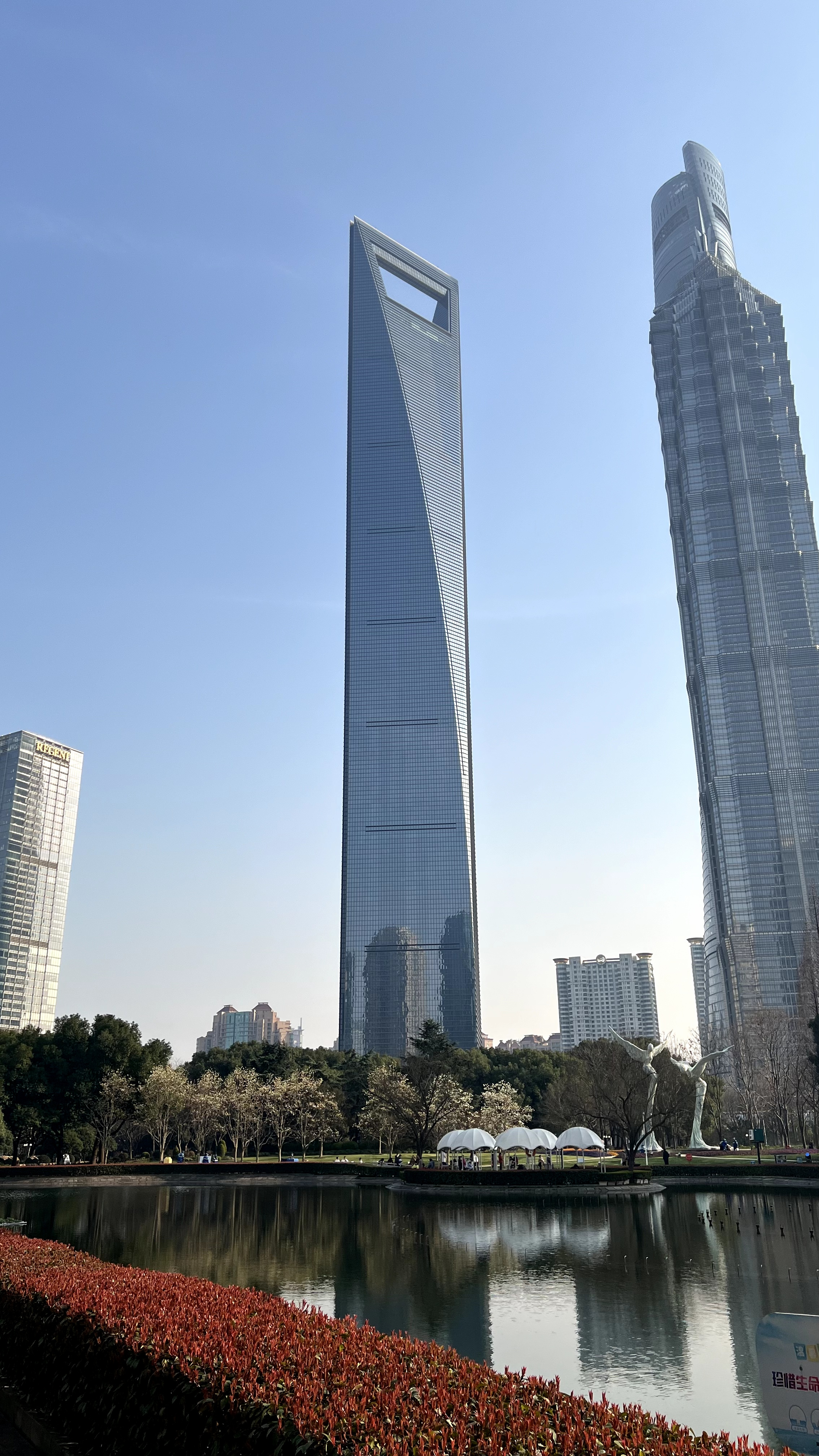
2024年3月

## 已入驻公司列表
- 摩根士丹利亞洲（77樓）
- 湯臣集團（72樓，自置物業）
- 上海馨煜贸易有限公司（7101室）
- 上海三营融资租赁有限公司（71樓部分）
- 帝臣資本（71樓部分）
- 中纪控股股份有限公司（71樓部分）
- 上海中控置业有限公司（70B-E室）
- 保利協鑫能源（68樓，自置物業）
- Bread n Butter（67樓，自置物業）
- 安佰森（上海）投資顧問有限公司（65樓）
- 上海汇通天下股权投资有限公司（64T60室）
- 中信證券（63樓）
- 開源證券（62樓）
- 森大廈株式會社（業主）（61樓）
- 谷歌（60及61樓）
- 華寶基金（58樓）
- 華寶證券（57樓）
- 互騰貿易（上海）有限公司（56樓）
- 安永会计师事务所（43至50樓）
- 三井物產（40樓部分及41樓）
- 安達臣、毛利、友常法律事務所（英语：Anderson Mōri & Tomotsune）（40樓部分）
- 韩国产业银行（3810室）
- 德国商业银行（37樓）
- 歐華律師事務所（英语：DLA Piper）（36樓）
- 普資金服（35樓）
- 三井住友海上火灾保险（中国）有限公司（34樓）
- 粤开证券（33楼）
- 欧缦易泰贸易（上海）有限公司（32T22室）
- 富國銀行（32樓部分）
- 上海奔腾企业（集团）有限公司（31樓）
- 香港信托资产管理有限公司（28樓）
- 奥潽途码汽车技术咨询（上海）有限公司（28樓）
- 法国巴黎银行（25及26樓）
- 瑞穗银行（23樓）
  - 瑞穗证券（亞洲）（33樓）
- 上海华瑞银行（20樓）
- 荷蘭ING銀行（19樓部分）
- 纽约梅隆西部基金管理有限公司（19樓部分）
- 諾貝麗斯有限公司（17樓部分）
- 拓开（上海）商贸有限公司（17T40室）
- 瑞穗证券（17T10室、24樓）
- 蘇黎世保險（16T10、T16室）
- 檬舒舒食品公司（14樓）
- 三井住友银行（11樓）
- 住友商事（10樓）
- 中信里昂证券（910室）
- 華信證券（9樓部分）
- 基恩士（中国）有限公司（7楼、8楼）